# 紅旗老奶奶

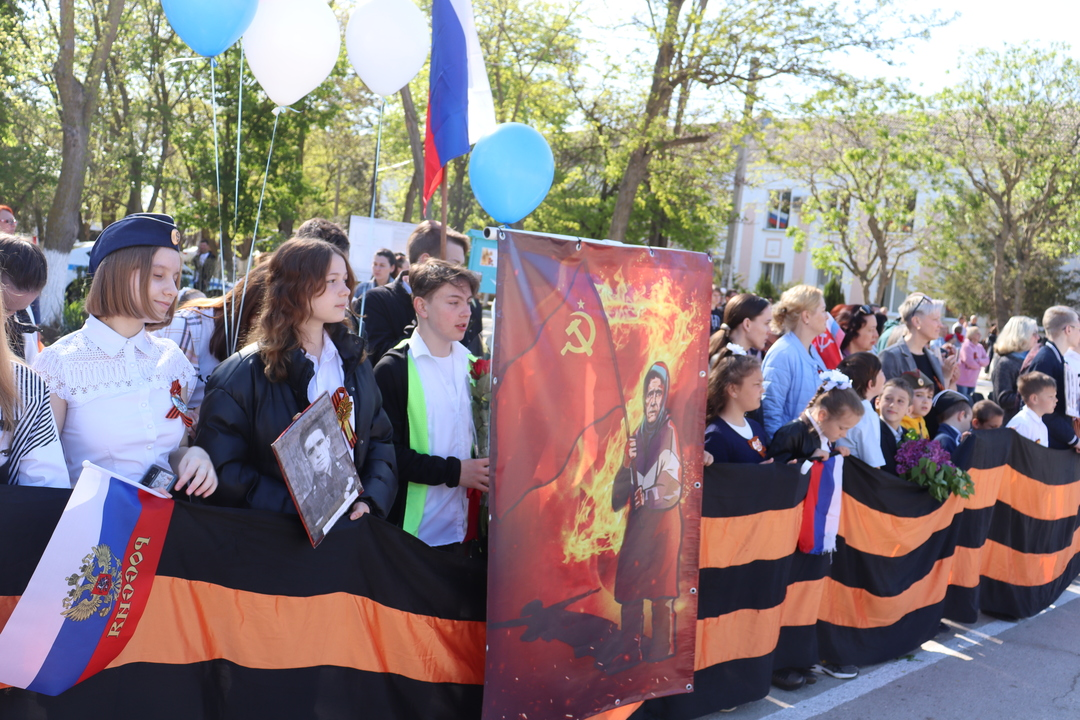
俄罗斯在宣传中使用紅旗老奶奶形象的实例

紅旗老奶奶（羅馬化：Babushka s krasnym flagom）是2022年俄羅斯入侵烏克蘭以後在俄語網際網路上廣為流傳的一張圖像，描繪了一位年長婦女手持蘇聯國旗的形象。據俄羅斯官方的說法，該形象已經成為「勇氣」、「勝利意志」和「英雄主義」的象徵。事后俄国宣传部门广泛用这一形象来宣传其對乌克兰的入侵。

## 形象起源
2022年3月，一段影片在俄文社群廣為流傳。烏克蘭武裝部隊的士兵在一個村莊向當地居民分發食物時，一位老婦人從大門中走出來，向他們展示了一面蘇聯國旗，並聲稱一直在等待他們，為他們和普丁祈禱。一名士兵試圖遞給老婦人一罐罐頭食品，隨後遞給她一袋雜貨。老婦人最初拒絕，士兵們表示自己不需要這些，而居民們更需要。老婦人接過罐頭食品，為了拿那袋雜貨，她讓士兵拿著旗幟。士兵接過國旗後將其擲在地上踐踏，並呼喊「榮光歸烏克蘭！」老婦人看見之後將罐頭食品還給了士兵們，憤怒地解釋這是「自己父母為之奮鬥犧牲的旗幟」，士兵的行為是對她的侮辱。士兵們繼續踐踏這面旗幟，在影片的最終，士兵們沒有將旗幟還給老婦人。

## 真實身份
俄羅斯宣傳部門宣稱，紅旗老奶奶的故事代表了「普通烏克蘭人」與蘇聯時期「俄羅斯兄弟」團聚的願望。根據俄羅斯方面的說法，紅旗老奶奶住在基輔州的德米特里夫卡，烏克蘭軍隊從俄軍收復該村後，她被兒子帶往俄羅斯，另有傳聞稱她的親戚將她帶往西伯利亞的巴爾瑙爾。

### 英國廣播公司採訪
然而，在紅旗老奶奶的形象爆紅之後，BBC找到了老奶奶本人並進行了採訪，發現俄羅斯宣傳部門所說的均非事實。
老奶奶的真名是安娜·伊万诺夫娜·伊万诺娃，住在哈爾科夫郊區一個名叫大丹尼利夫卡的村莊裡，她比普京大三個月，母語是烏克蘭語，不過會說俄語。老奶奶對俄羅斯方面的宣傳十分不滿，她說道當時自己將來到村莊的烏克蘭士兵誤認為是俄軍士兵，因此手持蘇聯國旗迎接，試圖說服他們不要砸毀村莊，她認為俄軍看到紅旗就不會攻擊，現在對她當時的行為感到後悔。不過她表示很高兴俄罗斯人会来，但不是和他們打仗。她很高兴大家能再次团结起来。她表示红旗不是苏联的旗帜，不是俄罗斯的旗帜，而是每个家庭爱和幸福的旗帜。她認為俄羅斯對烏克蘭開戰是很糟糕的，她表示從根本上反對戰爭，不過她拒絕批評普京。現如今自己本身卻成了俄羅斯政治宣傳的象徵，感覺自己「變成叛徒」，心中頗為無奈。
儘管安娜在俄羅斯官宣中已經是明星一般的人物，她的村莊仍遭受了俄軍的數次轟炸，她的房子已被俄軍摧毀，她和她的丈夫險遭俄軍殺害。她終於明白俄羅斯不在乎烏克蘭的百姓，只關心征服烏克蘭的土地。烏克蘭軍隊幫助他們撤離了這個村莊，現在她與影片中的士兵成為了朋友。目前她和丈夫已被安置在哈爾科夫一家安全的醫院裡，兒子則是逃到了波蘭。這位老奶奶的行為遭到了許多烏克蘭人的指責，認為她的立場親俄。烏克蘭戰略通信和信息安全中心呼籲民眾不要冒犯這位老奶奶，她本身也是一位受害者。

## 流行文化
據俄羅斯電視台「報導」的報導，俄羅斯的藝術家為紅旗老奶奶創作了不少繪畫形象，並在社交網絡上發起了快閃族。
在葉卡捷琳堡的一個地區製作了各種塗鴉，描繪了一位手持著紅旗的老奶奶。
在沃羅涅日，木雕家亞歷山大·伊夫琴科製作了一件手持蘇聯國旗的老奶奶的雕塑。沃羅涅日州州長亞歷山大·古謝夫在4月14日的致辭中提及了這座雕塑。伊夫琴科計劃在勝利日之前完成雕塑的工作。那天雕塑將被放置在科利佐夫斯基廣場，五一假期結束後將被移至西洋鏡博物館紀念建築群的區域內。
摩爾曼斯克業餘藝術家帕维尔·涅纳舍夫在當地的基洛夫大道旁一座房子的立面上畫了一幅巨型的繪畫。雅羅斯拉夫爾火車站廣場的一棟建築物上也出現了類似的塗鴉。在雅羅斯拉夫爾市長弗拉基米尔·沃尔科夫的支持下，該市的藝術家們還計劃創作幾幅巨大的主題壁畫，以支持俄軍在烏克蘭的行動。
4月28日，俄羅斯航天局宣佈，一幅由微博用戶「羊咩咩衣JY」發佈的紅旗老奶奶的形象將被噴塗在火箭上射向太空。
5月5日，頓涅茨克人民共和國在馬里烏波爾設立紅旗老奶奶的黑色紀念碑。

## 備注
1. ↑  烏克蘭語：
2. ↑  Александр Ивченко
3. ↑  Павел Ненашев